# Henrik Ingebrigtsen
Henrik Børkja Ingebrigtsen (Sandnes, 24 de febrero de 1991) es un deportista noruego que compite en atletismo, especialista en las carreras de mediofondo y fondo. Sus hermanos Jakob y Filip también compiten en atletismo.
Ganó cuatro medallas en el Campeonato Europeo de Atletismo entre los años 2012 y 2018, y tres medallas en el Campeonato Europeo de Atletismo en Pista Cubierta entre los años 2015 y 2019.
Participó en dos Juegos Olímpicos de Verano, en los años 2012 y 2016, ocupando el quinto lugar en Londres 2012, en la prueba de 1500 m.
Entre 2016 y 2021 protagonizó junto a sus hermanos el reality show de NRK1 Team Ingebrigtsen.

## Palmarés internacional
| Campeonato Europeo                   | Campeonato Europeo       | Campeonato Europeo | Campeonato Europeo |
| Año                                  | Lugar                    | Medalla            | Prueba             |
| ------------------------------------ | ------------------------ | ------------------ | ------------------ |
| 2012                                 | Helsinki (Finlandia)     | Medalla de oro     | 1500 m             |
| 2014                                 | Zúrich (Suiza)           | Medalla de plata   | 1500 m             |
| 2016                                 | Ámsterdam (Países Bajos) | Medalla de bronce  | 1500 m             |
| 2018                                 | Berlín (Alemania)        | Medalla de plata   | 5000 m             |
| Campeonato Europeo en Pista Cubierta |                          |                    |                    |
| Año                                  | Lugar                    | Medalla            | Prueba             |
| 2015                                 | Praga (República Checa)  | Medalla de bronce  | 3000 m             |
| 2017                                 | Belgrado (Serbia)        | Medalla de plata   | 3000 m             |
| 2019                                 | Glasgow (Reino Unido)    | Medalla de bronce  | 3000 m             |